# Il colonnello Chabert
Il Colonnello Chabert (Le Colonel Chabert) è un romanzo breve scritto nel 1832 da Honoré de Balzac. È la ventiduesima opera delle Scene della vita privata (Scènes de la vie privée), il primo degli svariati cicli narrativi dell'ambiziosa serie de La Comédie humaine.

## Trama
Nel 1817, dieci anni dopo la battaglia di Eylau, che vedeva contrapposte la fazione francese e quella Russa, il colonnello Hyacinthe Chabert, soldato della Grande Armata creduto morto ma in realtà rimasto sepolto vivo sotto i cadaveri, deve affrontare i disagi di un ritorno a casa nella Parigi della Restaurazione.
Lì trova la moglie sposata con un altro uomo, il conte Ferraud, e i suoi beni usurpati. Racconta la sua storia all'avvocato Derville, il quale prende a cuore la sua causa e si adopera per aiutarlo a riprendere il proprio posto nella società. La nuova contessa Ferraud non è disposta però a cedere i soldi al marito e decide quindi di portarlo nella sua villa di campagna. Lì tenta di sedurlo e di fargli firmare un documento in cui dichiari di non essere Chabert ma un impostore. L'intento naufraga ma la contessa otterrà comunque dal colonnello quello che vuole. Il colonnello finirà i suoi giorni nell'ospizio dei vecchi. Derville invece disgustato dalla malvagità che vede ogni giorno, si ritira in campagna.

## Incipit
- Tó, ancora quel palamidone!
Quest'esclamazione era sfuggita alle labbra di un giovane impiegato, di quelli che negli studi vengono detti "galoppini". Egli cavò un po' di mollica dal pezzo di pane che stava gagliardamente addentando, ne fece una pallina, e la lanciò schernevolmente dallo sportellino della finestra a cui stava appoggiato. Ben diretta, la pallina rimbalzò quasi all'altezza del telaio, dopo aver colpito il cappello di uno sconosciuto che attraversava il cortile di una casa di via Vivienne, dove abitava l'avvocato Derville.

## Finale
Non posso dirvi tutto quello che ho visto, perché ho veduto delitti contro i quali la giustizia non può nulla. Insomma, tutti gli orrori che i romanzieri credono di inventare sono sempre ben poco, appetto alla verità. Conoscerete queste belle cose, voi; io vado a vivere in campagna con mia moglie. Parigi mi fa orrore.
- Ne ho già viste abbastanza da Desroches, - rispose Godeschal.

## Personaggi principali
- Colonnello Chabert: protagonista del racconto, è un uomo onesto e generoso che finisce per essere raggirato e rinuncia alla pretesa di invalidare l'atto della sua morte.
- Rose Chapotel, contessa Ferraud: moglie di Chabert. Dopo la presunta morte del marito si è risposata con il conte Ferraud, dal quale ha avuto due bambini. Non vuole riconoscere il colonnello perché teme di perdere tutto quello che ha ottenuto.
- Derville: avvocato presso il tribunale di prima istanza del dipartimento della Senna. Crede alla storia di Chabert e quindi decide di aiutarlo. Alla fine del racconto è così disgustato dalla società parigina, dalla malvagità delle persone, che decide di ritirarsi in campagna.
- Louis Vergniaud: ex compagno d'armi del colonnello in Egitto. Lo ospita nella sua casa e lo aiuta benché sia molto povero.
- Delbecq: segretario personale del conte di Ferraud. Aiuta la contessa contro il colonnello Chabert.

## Adattamenti cinematografici
- Le colonel Chabert, regia di André Calmettes e Henri Pouctal (1911)
- L'uomo senza nome (Mensch ohne Namen), regia di Gustav Ucicky (1932)
- Il colonnello Chabert (1994), regia di Yves Angelo, con Gérard Depardieu

## Edizioni italiane
- ed. Soc. Ed. Milanese, Milano 1909
- trad. Filippo Marchese, Corbaccio, Milano 1930
- trad. Alfredo Fabietti, Treves - Treccani, Milano - Roma 1932
- ed. A. B. C., Torino 1932
- trad. Michele Lessona, Utet, Torino 1955
- trad. Renato Fabietti, Universale economica (poi Feltrinelli), Milano 1949
- trad. Oete Blatto, ed. Gherardo Casini, Roma 1950 (con introduzione di Pietro Paolo Trompeo)
- trad. Mario Indrio, Edizioni moderne, Roma 1958 (con introduzione di Salvatore Cini)
- trad. Irma Zorzi, Rizzoli, Milano 1959 (poi con introduzione di Paolo Tortonese); Passigli, Firenze 1994; BUR 1995 ISBN 88-17-15222-6
- trad. Marco Mastrocicco, Ed. Paoline, Vicenza 1974
- ed. Fratelli Melita, La Spezia 1989
- trad. Maria Nazzarena Croci e Manuela Dardari, Maroni, Ripatransone 1993
- trad. Luisa Coeta, prefazione di Paul Morand, ed. R. Archinto, Milano 1994 ISBN 88-7768-145-4
- trad. Roberto Bonchio, Newton Compton, Roma 1994 ISBN 88-7983-725-7
- trad. Graziella Cillario e Giovanni Mariotti, Anabasi, Milano 1995 ISBN 88-417-3043-9
- trad. Michele Cantoni, E/O, Roma 1995 ISBN 88-7641-233-6
- trad. Gabriella Mezzanotte, San Paolo, Cinisello Balsamo 1996 ISBN 88-215-3292-5
- trad. Roberto Rossi, introduzione di Lanfranco Binni, Garzanti, Milano 2001 ISBN 88-11-58847-2 ISBN 978-88-11-36847-2
- trad. Marco Freschi, ed. Dalai, Milano 2011 ISBN 978-88-6073-948-3
- La trad. Irma Zorzi (già uscita presso Rizzoli) con introduzione di Francesco Merlo è uscita come allegato a "la Repubblica" (coll. "I grandi della narrativa" n. 18) nel 2011